# Caccobius tuberifrons
Caccobius tuberifrons är en skalbaggsart som beskrevs av D'orbigny 1902. Caccobius tuberifrons ingår i släktet Caccobius och familjen bladhorningar. Inga underarter finns listade.